# بوركن (هسن)
بركن (هسن) (بالألمانية: Borken, Hesse) هي بلدة، مدينة و بلدة ألمانية تقع في ألمانيا في Schwalm-Eder-Kreis.

## المدن التوأمة
مدن ميرو، تويشرن وIzabelin هي مدن توأمة لـبركن (هسن).